# Toggenburger Ziege

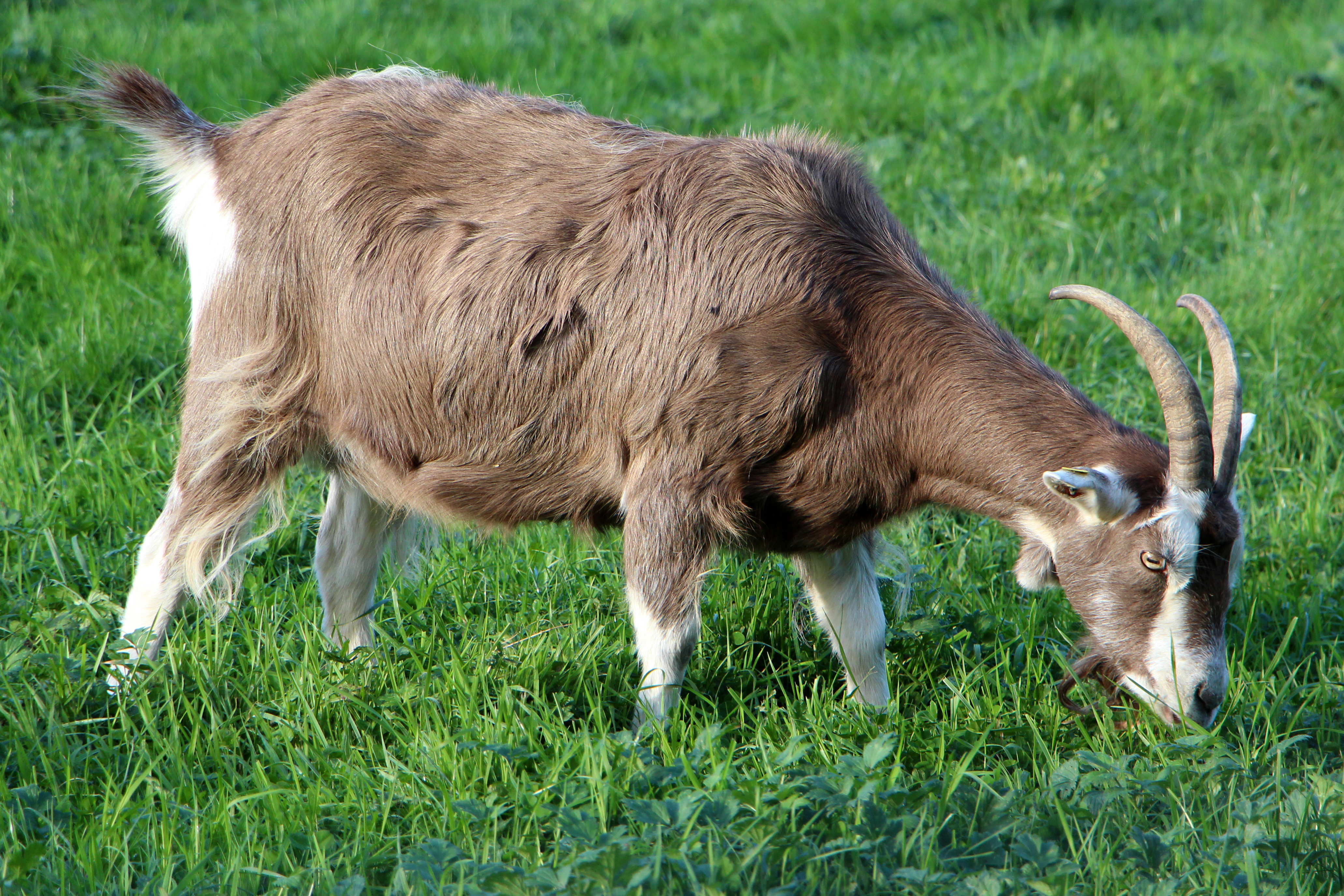
Gehörnte Toggenburger Ziege

Die Toggenburger Ziege ist eine hellbraun-weiß gefärbte Ziegenrasse, deren Stammzuchtgebiet im Obertoggenburg im Kanton St. Gallen liegt. Sie gilt als außerordentlich robuste Ziege und wurde deshalb in viele Länder exportiert, wo sie rein weitergezüchtet oder in dortige lokale Ziegenrassen eingekreuzt wurde.

## Traditionelle Haltung und Bedeutung
Die Toggenburger Ziege ist um 1850 entstanden, im Zuge der Rassendefinitonen in diesem Zeitraum wurden die heutigen Hauptziegenrassen der Schweiz definiert. Sehr bald gründeten interessierte Züchter sog. Zuchtgenossenschaften mit dem Ziel der Ziegenrassenförderung. Im Kanton St. Gallen entstanden bereits sehr früh (ab 1892) mehrere solche Zuchtgenossenschaften, welche die Reinzucht der Toggenburgerziege anstrebten.
Besonderes Augenmerk wurde dabei – neben der Färbung – auf den Körperbau gelegt. (Gut gestellte kräftige Gliedmaßen, hohes Gewicht, gutes Euter mit ausgeprägtem Voreuter und korrektem Zitzensatz.) Sie bildet eine gehaltvolle Milch bei mittlerer Milchleistung.
Traditionell wird die Toggenburger Ziege in kleiner Anzahl von Bauern gehalten. Diese halten sie gerne gemeinsam mit anderen Tieren (meist Kühen) auf der Weide. Da Ziegen viele Kräuter und Sträucher fressen, die von Kühen verschmäht werden, hat dies Vorteile bei der Weidepflege, bedeutet aber beim Umzäunen der Weideflächen einen Mehraufwand, da Ziegen sich im Gegensatz zu Kühen nicht durch einen einfachen Elektrozaun am Ausbrechen hindern lassen.
Gerne werden Toggenburger in kleiner Zahl auch auf Kuhalpen gesömmert, wo sie sich um die Landschaftspflege verdient machen.

## Körperliche Merkmale

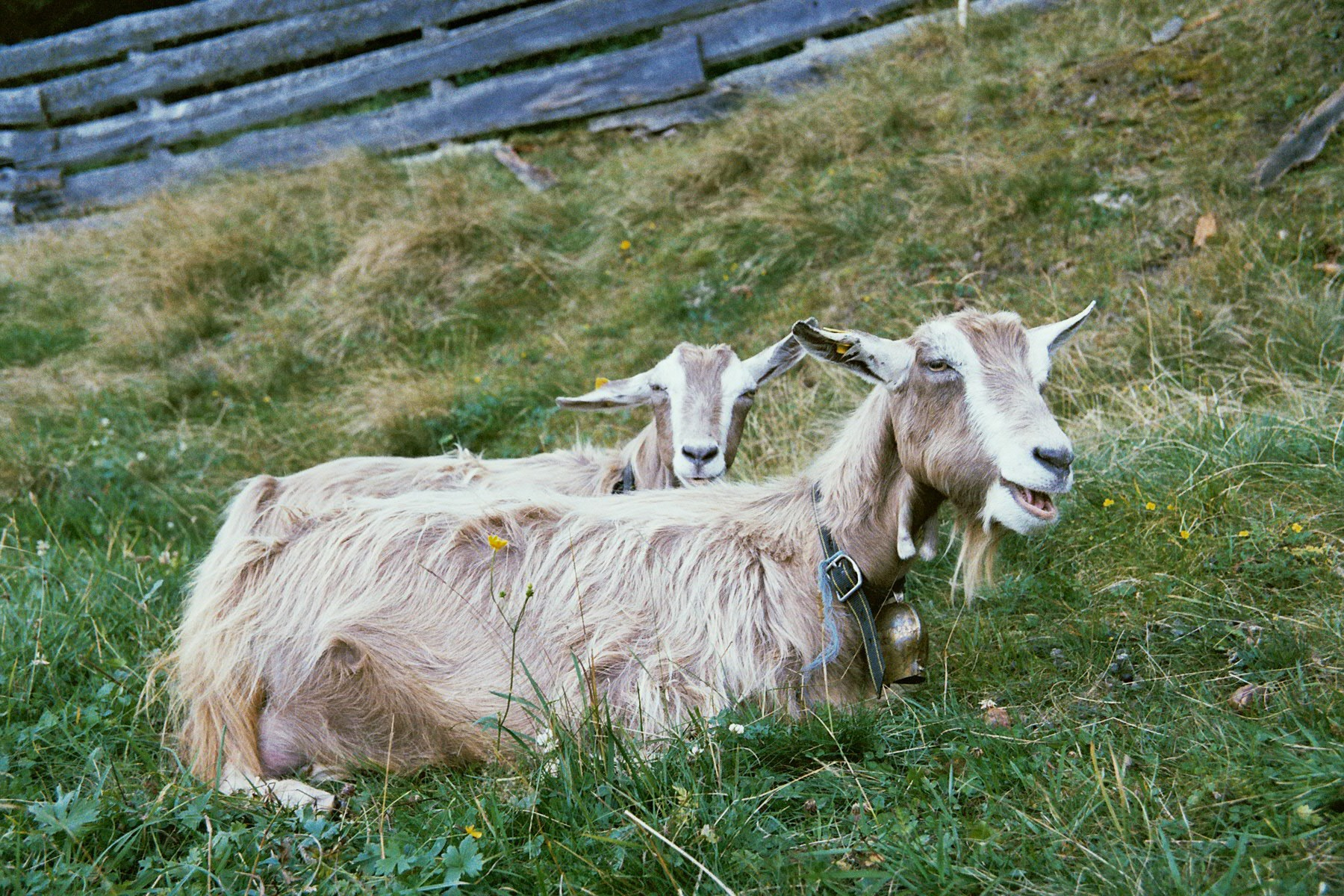
Hornlose wiederkäuende Toggenburger Ziegen

Die Toggenburger Ziege ist eine kräftig gebaute, mittelgroße Ziege mit eher länglichem Körperbau (Widerristhöhe der weiblichen Tiere 70–80 cm, der männlichen 75–85 cm; Mindestgewicht weibliche Tiere 45 kg, männliche 65 kg).
Die Tiere sind meist hornlos, es werden aber auch gehörnte zur Zucht zugelassen. Die Hörner sind gelegentlich asymmetrisch oder verwachsen.
Alle Exemplare tragen einen kräftigen Bart, die meisten haben Zotteln. Das Fell ist glatt und kurz bis mittellang. An der Brust und besonders an den Flanken sind die Haare typischerweise länger und heller gefärbt als am übrigen Körper (Mantel).
Charakteristisch ist die auffällige Grundfarbe, die als hellbraun bis mausgrau bezeichnet wird. Am Spiegel, den Gliedmaßen, den Ohren und am Kopf besitzen alle Toggenburger weiße Abzeichen. Die Abzeichen am Kopf verlaufen, genau wie bei der Bündner Strahlenziege, als Streifen vom Maul bis zum Hornansatz.
Das Euter ist gut aufgehängt und kompakt.
Die Toggenburger gilt als Ziege mit dem besten Fundament (d. h. gesündestem Körperbau), was ihre große Beliebtheit als Zuchtziege auch außerhalb ihres Herkunftsgebietes erklärt.

## Wesen

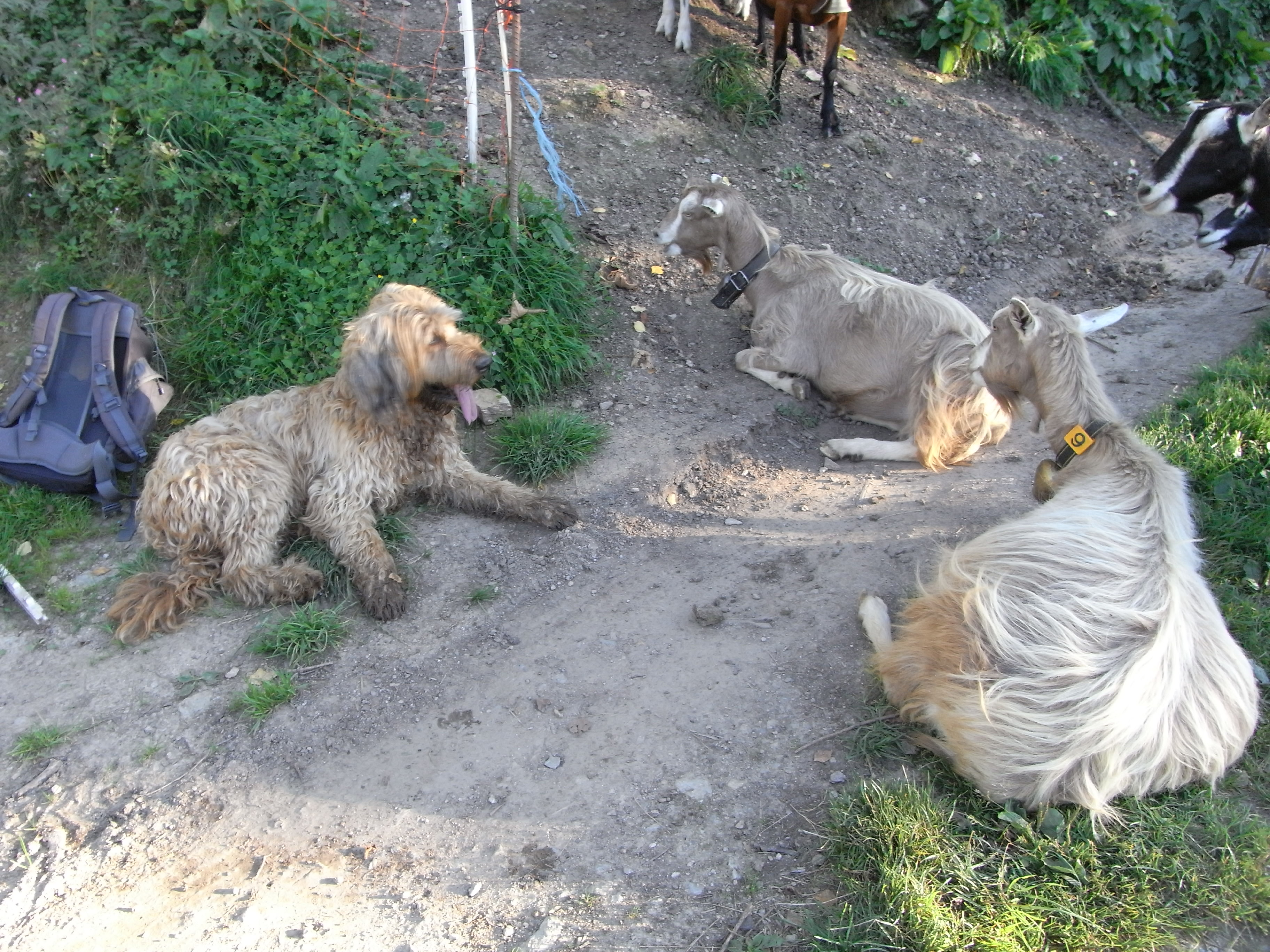
Toggenburger zeigen wenig Scheu

Toggenburger Ziegen sind lebhafte und sehr neugierige Haustiere. Bemerkenswert ist ihre große Zutraulichkeit. Auch vor anderen Tieren (z. B. Hunden oder Großvieh) zeigt die Ziege wenig Scheu, möglicherweise ein Resultat der traditionellen Haltung gemeinsam mit anderen Nutztieren.
Toggenburger besitzen keinen besonders starken Herdentrieb und sondern sich gerne in kleineren Grüppchen von der Herde ab. In drei bis acht Tiere starken Kleinstherden scheint sie sich am wohlsten zu fühlen. Ihr Bewegungsdrang hält sich in Grenzen, somit sind Toggenburger besser für die (Lauf-)Stallhaltung geeignet als die auf Marschtüchtigkeit gezüchteten Schweizer Gebirgsziegenrassen.
Dank ihres Wesens, ihrer Anspruchslosigkeit und ihrer Zutraulichkeit sind Toggenburger Ziegen auch bei Hobbyziegenhaltern beliebt, die nur wenig bis gar keinen materiellen Nutzen aus der Haltung ziehen.

## Leistung
Durchschnittlich geben Toggenburger Ziegen in der Schweiz 809,6 kg Milch pro Laktation, bei 270,3 Melktagen (das entspricht 3 kg pro Tag). Bei entsprechender Haltung und Fütterung sind auch wesentlich höhere Erträge möglich. Der mittlere Gehalt an Fett (3,1 %) und Eiweiß (2,8 %) ist vergleichsweise gering.

## Bestand
Der Bestand an Toggenburgern in der Schweiz ist seit Jahren leicht steigend und liegt momentan (Stand: 13. Mai 2013) bei 3873 in Herdebuch geführten Tieren. Damit ist sie die dritthäufigste Ziegenrasse in der Schweiz und gilt als nicht gefährdet.
Die Toggenburger ist auch eine in den USA, Kanada, Deutschland, Österreich und in den Niederlanden anerkannte Zuchtziege. Sie wurde auch in einige ausländische Ziegenrassen eingekreuzt, etwa die British Toggenburger in England und die Holländer Schecke aus den Niederlanden. Die Thüringer Waldziege ist durch Einkreuzung von Schweizer Toggenburger Ziegen entstanden und wurde früher Thüringer Toggenburger genannt.